# Ramón Peón
Ramón Peón (l'Havana, Cuba; 1897 - San Juan, Puerto Rico; 1971) va ser un periodista, ballarí, músic, productor, director, camerògraf, actor i guionista de cinema cubà.

## Trajectòria
Es va iniciar com a camerògraf en els antics estudis Kalem i Vitagraph, de Nova York. El 1920 va ser assistent de direcció, a Hollywood, de dues comèdies curtes titulades Welcome rotarians i The latest from parell. Després va decidir tornar al seu país natal, on es va convertir en un dels més fecunds realitzadors del cinema mut cubà, en filmar entre 1920 i 1930, dotze pel·lícules, l'última d'elles va ser La Virgen de la Caridad. Va arribar a Mèxic en 1931 com a assistent de Antonio Moreno en la pel·lícula Santa, interpretada per Lupita Tovar. En 1933 va debutar amb el megàfon a La Llorona i d'aquí es va convertir en el director més requerit de la naixent indústria fílmica mexicana. En 1937 va realitzar La madrina del diablo, amb la qual va debutar Jorge Negrete, i el 1938 Sucedió en La Habana, la primera pel·lícula sonora cubana. Després de l'èxit de la sèrie El águila negra, protagonitzada per Fernando Casanova, va dedicar els últims anys de la seva carrera a dirigir el gènere western.

## Filmografia
Sèrie de les pel·lícules d'El águila negra:
- 1954 El águila negra (com Ramón Peón García)
- 1954 El águila negra en el tesoro de la muerte (com Ramón Peón García)
- 1954 El águila negra en 'El vengador solitario' (com Ramón Peón García)
- 1958 El águila negra en la ley de los fuertes
- 1958 El águila negra vs. los diablos de la pradera
- 1958 El águila negra contra los enmascarados de la muerte

## Actor
- 1967 El hermano Pedro
- 1948 Angelitos negros
- 1947 Cuando lloran los valientes
- 1934 Juárez y Maximiliano
- 1933 Sobre las olas
- 1933 Revolución
- 1932 Águilas frente al sol
- 1931 Camino del infierno (USA)
- 1931 El código penal (USA)
- 1930 La virgen de la Caridad (Cuba)